# Callicarpa rudis
Callicarpa rudis là một loài thực vật có hoa trong họ Hoa môi. Loài này được S.Moore mô tả khoa học đầu tiên năm 1925.